# François Eudes de Mézeray
François Eudes de Mézeray (født 1610 i Ri, død 10. juli 1683 i Paris) var en  fransk historiker. Han var bror til Jean Eudes.
Mézeray tog tidlig fat på omfattende historiske studier, og allerede 1643 kunde han udgive 1. bind af sin Histoire de France, hvortil 1646 og 1651 føjedes 2. og 3. Værket vakte megen opsigt og stor beundring; det er klart og fornuftig skrevet, selv om det hverken i grundighed eller forsigtig kritik tilfredsstiller moderne fordringer. Dets forfatter lønnedes 1649 med optagelse i Akademiet. Imidlertid fortsatte han sine historiske arbejder med Histoire des Turcs de 1612 jusqu'à 1649 og sin Abrégé chronologique  ou Extrait de l'histoire de France  1668. Mézeray havde i frondebevægelsens dage fået en vis oppositionsånd, og denne gav sig her udtryk i skrappe angreb på finansembedsmændenes misbrug. Følgen blev, at Colbert truede ham med at berøve ham en forfatterpension, han før modtog; Mézeray forandrede da noget de pågældende steder, men ikke nok til at tilfredsstille, og det endte alligevel med, at han mistede pensionen.